# Ashmanov & Partners
Ashmanov & Partners - một công ty hoạt động trong lĩnh vực công nghệ thông tin, cung cấp các giải pháp về tiếp thị trực tuyến, phát triển cũng như ứng dụng công nghệ và dịch vụ về tiếp thị trên công cụ tìm kiếm, và tiến hành các hội thảo chuyên ngành cùng hội nghị thường niên. Trụ sở của công ty đặt tại Moskva.
Công ty nằm trong số ba công ty hàng đầu của thị trường tối ưu hóa thứ hạng trên công cụ tìm kiếm ở Nga, theo đánh giá của Seonews.ru (báo cáo ngày 27/9/2010)  và theo đánh giá của Ktoprodvinul.ru (báo cáo ngày 19/08/2010).

## Lịch sử công ty[3]
Công ty Ashmanov & Partners được thành lập vào năm 2001 bởi Igor Ashmanov, người vừa từ bỏ chức vụ giám đốc điều hành của cổng thông tin Rambler, và nhóm các nhà phát triển và lãnh đạo cũ của dự án Rambler, gồm: Alexey Ivanov, Alexey Tutubalin, Kirill Zorky, Dmitri Pasko và Mikhail Volovich.
Ngay từ khi mới thành lập, công ty đã bắt đầu cung cấp dịch vụ tư vấn trong lĩnh vực công nghệ thông tin và Internet, cũng như nghiên cứu phát triển công nghệ tìm kiếm chuyên biệt.
Mùa thu năm 2001, công ty bắt đầu cung cấp dịch vụ về tối ưu hóa thứ hạng trên công cụ tìm kiếm. Chuyên gia người Kazan Andrey Ivanov đã được mời về công ty làm việc.
Năm 2001, theo đặt hàng của Kaspersky Lab, công ty Ashmanov & Partners đã phát triển công nghệ lọc thư rác.
Năm 2002, công ty tổ chức và tiến hành hội nghị đầu tiên "Tối ưu hóa thứ hạng trên các công cụ tìm kiếm và quảng bá trang web trên Internet", tập trung về chủ đề tối ưu hóa thứ hạng trên công cụ tìm kiếm và tiếp thị trên công cụ tìm kiếm.
Cũng trong năm này, công ty đã cho ra mắt phiên bản đầu tiên của bộ lọc thư rác Spamtest dành cho hệ điều hành FreeBSD và Linux, và cả dịch vụ công cộng miễn phí Spamtest.ru .
Năm 2003, bản tin "Quảng bá trang web. Những lời khuyên chuyên nghiệp của các chuyên gia" tập trung về chủ đề quảng bá trang web và tiến hành quảng cáo theo ngữ cảnh đã được phát đi trong hệ thống Subscribe.ru.
Cũng trong năm này, công ty tổ chức hội nghị đầu tiên "Vấn đề thư rác và cách giải quyết". Hội nghị này cho đến bây giờ vẫn được tổ chức hàng năm. Trên hộp thư công cộng của Mail.ru hiện đang ứng dụng công nghệ Spamtest. Trong số các khách hàng của dịch vụ Spamtest còn có: Beeline, MTS, MMVB, Мasterhost, Peterlink và nhiều công ty khác.
Năm 2004, công ty cho ra mắt công nghệ Semantic Mirror (tự động phân loại chủ đề của trang web) và GeoTargeting (quảng cáo hướng đối tượng). Semantic Mirror được công ty Begun bắt đầu sử dụng trong dự án "Ngữ nghĩa tự động" để quảng cáo trên các trang web của đối tác, GeoTargeting cũng được các công ty Begun, Mamba, AdFox và nhiều công ty khác bắt đầu sử dụng.
Năm 2005, công ty bắt đầu cung cấp dịch vụ tiến hành các chiến dịch quảng cáo theo ngữ cảnh cho đối tác. Công ty cũng tiến hành hội nghị đầu tiên về quảng cáo trên Internet "eTarget: Quản lý khán giả và quảng cáo trên Internet".
Cũng trong năm này, phần mềm miễn phí Site-Auditor được phát hành, phần mềm này phân tích các số liệu tìm kiếm chính của trang web và vị trí của trang trên các công cụ tìm kiếm, cũng như giúp thu thập các yêu cầu tìm kiếm.
Năm 2005, công nghệ Spamtest được Kaspersky Lab phát hành..
Năm 2006, nhà xuất bản Dialetika-Wiliams đã phát hành cuốn sách "Quảng bá trang web trên các công cụ tìm kiếm" do Igor Ashmanov và Andrey Ivanov biên soạn.
Cũng trong năm này, dịch vụ miễn phí Seorate chuyên đo độ khả kiến của các trang web trên các công cụ tìm kiếm và cho phép so sánh vị trí trang web của bạn với các đối thủ được phát hành.
Mùa hè năm 2007, phát hành dịch vụ phân tích chất lượng tìm kiếm AnalyzeThis.
Cũng trong mùa hè này, công ty Ashmanov & Partners khởi động cuộc gặp đầu tiên của câu lạc bộ kinh doanh "SEO và SEM trên mạng Internet Nga", với mục tiêu là sự phát triển văn minh của một thị trường tối ưu hóa thứ hạng trên công cụ tìm kiếm và tiếp thị tìm kiếm. "Câu lạc bộ các nhà tối ưu hóa" có 30 người tham gia trong thị trường tối ưu hóa thứ hạng trên công cụ tìm kiếm.
Mùa thu năm 2007, câu lạc bộ phát hành số đầu tiên của tạp chí "Thực hành tiếp thị trên Internet".
Tháng 11 năm 2008, công ty phát hành bản báo cáo phân tích đầu tiên "Tìm kiếm và quảng cáo theo ngữ cảnh trên mạng Internet Nga".
Năm 2008, trang web của công ty Ashmanov & Partners chiếm vị trí số một trong cuộc thi trên mạng ROTOR-2008 với danh hiệu "Trang web công ty của năm".
Tháng 7 năm 2009, công ty đồng tổ chức hội nghị "Website 2009: tạo lập, phát triển và hỗ trợ các dự án Internet". Ngoài Ashmanov & Partners còn có 1S-Bitrics, Мasterhost, NetCat, ROSIT và Yandex là các nhà đồng tổ chức hội nghị.
Tháng 2 năm 2010, công ty tổ chức buổi hội thảo di động đầu tiên "Các công nghệ tìm kiếm 2010" chuyên về vấn đề nghiên cứu và phát triển các dự án và công nghệ tìm kiếm.
Tháng 3 năm 2010, tiến hành làm mới thương hiệu riêng (logo) của công ty.
Tháng 8 năm 2010, công ty cùng với nhóm đầu tư Internet Invest công bố việc thành lập công ty "Ashmanov & Đối tác Ucraina" .
Năm 2010, Ashmanov & Partners mua lại Informatik (công ty phát triển hệ thống kiểm tra chính tả "Orfo").

## Hoạt động
Theo số liệu của công ty, tổng doanh thu của công ty Ashmanov & Partners và những chi nhánh là 20 triệu USD một năm. Thị phần của công ty trên thị trường tối ưu hóa thứ hạng trong công cụ tìm kiếm ở SNG là khoảng 10%.
Các hướng hoạt động chính của công ty Ashmanov & Partners (theo thực trạng ngày 27/9/2010):
- Tiếp thị trên Internet (tối ưu hóa thứ hạng trên công cụ tìm kiếm, quảng cáo theo ngữ cảnh, quảng cáo truyền thông, tiếp thị trong các mạng xã hội truyền thông, quảng bá trang web trong các mạng xã hội, tiếp thị lan truyền, quan hệ cộng đồng trực tuyến);
- Tư vấn và phân tích (tiến hành đánh giá tiếp thị, đánh giá tìm kiếm, đánh giá khả năng hiển thị trang, nghiên cứu thị trường và phát triển chiến lược định vị trên Internet);
- Nghiên cứu và áp dụng các công nghệ và dịch vụ. Các công nghệ đã được nghiên cứu: Semantic Mirror, hệ thống tìm kiếm, Geotargeting, Giperpoisk. Các dịch vụ đã thực hiện: SeoRate, Site-Auditor, AnalyzeThis, Novoteka, Maremoto, Fleksum và Mạng lưới truyền tin của Novoteka.

Ngoài ra, công ty còn tiến hành ba hội nghị thường niên – "Tạo lập, phát triển và hỗ trợ các dự án Internet"; "Optimization: tối ưu hóa thứ hạng trên công cụ tìm kiếm và quảng bá trang web trên Internet" và "eTarget: quản lý khán giả và quảng cáo trên Internet". Công ty phát hành tin "Quảng bá trang web. Những lời khuyên chuyên nghiệp của các chuyên gia". Bản tin này đã có 83.993 người đăng ký nhận (tính đến 27/09/2010).